# Kościół św. Stanisława w Dołhinowie
Kościół św. Stanisława w Dołhinowie – kościół parafialny w Dołhinowie na Białorusi. Wybudowany w połowie XIX w. w stylu późnego klasycyzmu.

## Historia
W 1853 roku kosztem parafian i staraniem ks. Józefa Lwowicza wzniesiono murowaną świątynię. W 1965 roku został zamordowany proboszcz ks. Kazimierz Doroszkiewicz. Parafia została bez księdza, ale parafianom udało się obronić świątynię przed zamknięciem. W kościele gromadzili się ludzie na wspólną modlitwę bez księdza, a w latach 90. XX wieku przywrócono normalne funkcjonowanie kościoła.
Za kościołem znajduje się opuszczony budynek byłej plebanii.

## Architektura
Budynek jest trójnawową, bezwieżową bazyliką z wysoką półkolistą apsydą i dużymi półkolistymi oknami. Kompozycja budynku jest symetryczna. Główną fasadę wyróżnia potężny portyk z czterema kolumnami porządku doryckiego, zakończony trójkątnym frontonem. Płaszczyzny ścian połączone są w narożach płaskimi listwami, uzupełnionymi rozbudowanym wielowarstwowym gzymsem biegnącym po obwodzie budynku. Prostokątne otwory okienne zdobią profilowane sztukaterie. Portale wejściowe środkowy i boczne zakończone łukowato, drzwi płycinowe. We wnętrzu ściany zdobią pilastry z kapitelami.
W świątyni znajduje się 5 ołtarzy, ołtarz główny wykonany jest w stylu klasycyzmu. Nad narteksem znajdują się chóry z organami. W wystroju zastosowano elementy rokokowe - złocenia, rzeźby i snycerka.

Obok kościoła stoi kwadratowa, parterowa, drewniana dzwonnica pod dwuspadowym czterospadowym dachem, zakończona żeliwnym krzyżem. Teren kościoła otoczony jest kamiennym płotem, centralne wejście wykonane jest w formie trójdzielnej bramy w ogrodzeniu.

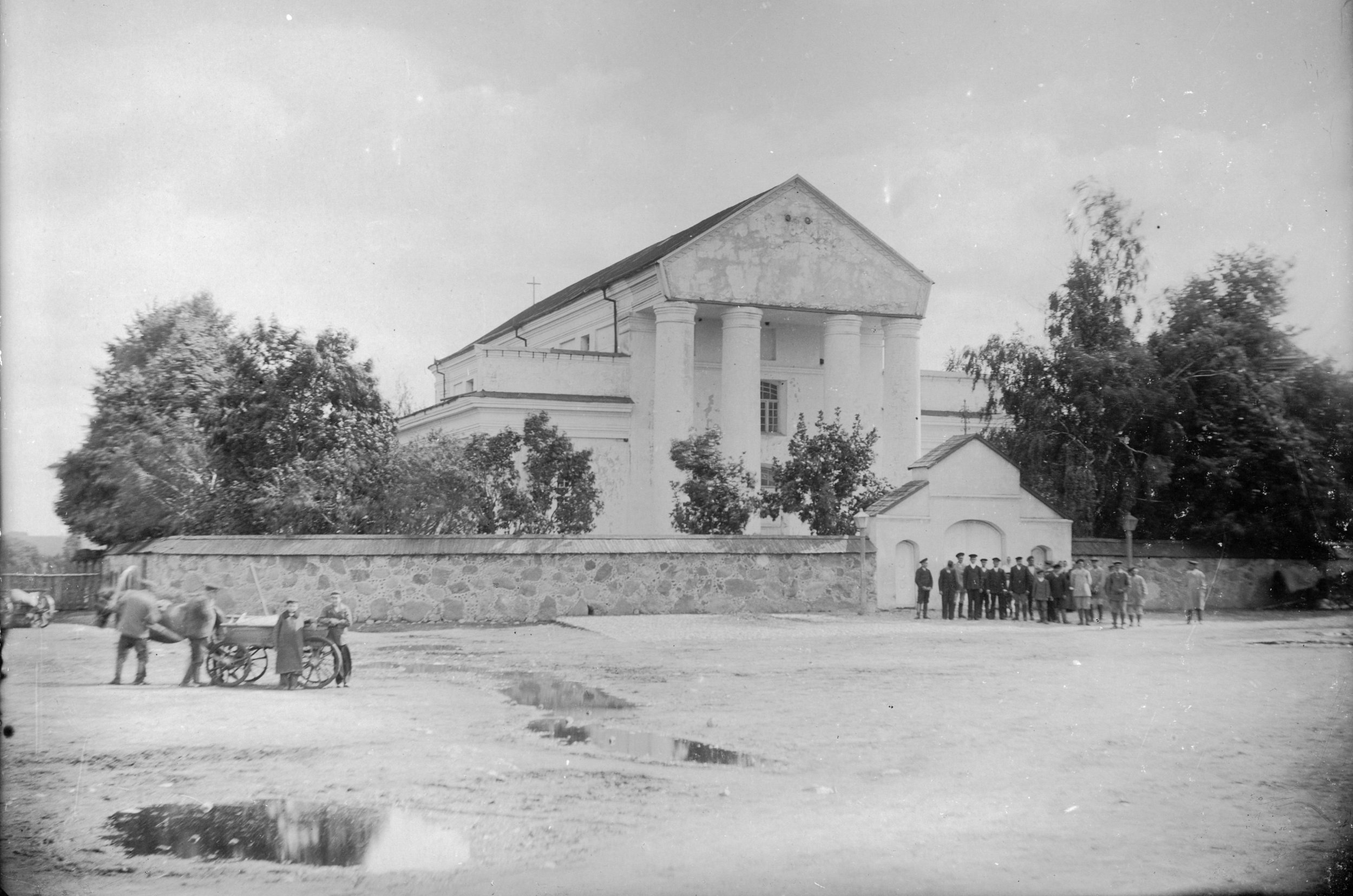
Kościół na pocz. XX w.